# 23688 Josephjoachim
23688 Josephjoachim este un asteroid din centura principală de asteroizi.

## Descriere
23688 Josephjoachim este un asteroid din centura principală de asteroizi. A fost descoperit pe 3 mai 1997 la Observatorul La Silla de Eric Walter Elst. Asteroidul prezintă o orbită caracterizată de o semiaxă mare de 2,57 ua, o excentricitate de 0,18 și o înclinație de 14,5° în raport cu ecliptica.